# Ouézy
Ouézy är en kommun i departementet Calvados i regionen Normandie i norra Frankrike. Kommunen ligger i kantonen Bourguébus som ligger i arrondissementet Caen. År 2022 hade Ouézy 232 invånare.

## Befolkningsutveckling
Antalet invånare i kommunen Ouézy
Kunde inte sammanställa EasyTimeline-inmatning:

Timeline generation failed: 3 errors found

Line 19:   bar:1999 from:0 till:

- No value specified for attribute 'till'. Attribute ignored.

Line 19:   bar:1999 from:0 till:

- PlotData invalid. Specify attribute 'at' or 'from' + 'till'.

Line 27:   bar:1999 at:  text:  shift:(-8,5)

- PlotData attribute 'at' invalid.

```
 Date 'text' does not conform to specified DateFormat yyyy.

```

Referens:INSEE